# Eesti Superkarikas 2017
La 22ª edizione della Eesti Superkarikas si è svolta il 26 febbraio 2017 allo Sportland Arena di Tallinn tra il FCI Tallinn, vincitore della Meistriliiga 2016 e il Flora Tallinn, vincitore della Coppa d'Estonia 2015-2016.
La squadra FCI Tallinn si è aggiudicata il trofeo per la prima volta nella sua storia.

## Tabellino
| Arbitro: | Salong |

|                                                      |           |  |
| Avilov 18’ Sobtšenko 23’ Tumasyan 56’ Prosa 84’, 86’ | Marcatori |  |